# Nekézseny
Nekézseny je obec na severovýchodě Maďarska v župě Borsod-Abaúj-Zemplén.
Rozkládá se na ploše 14,10 km² a v roce 2024 zde žilo 609 obyvatel.